# エアゾール式簡易消火具

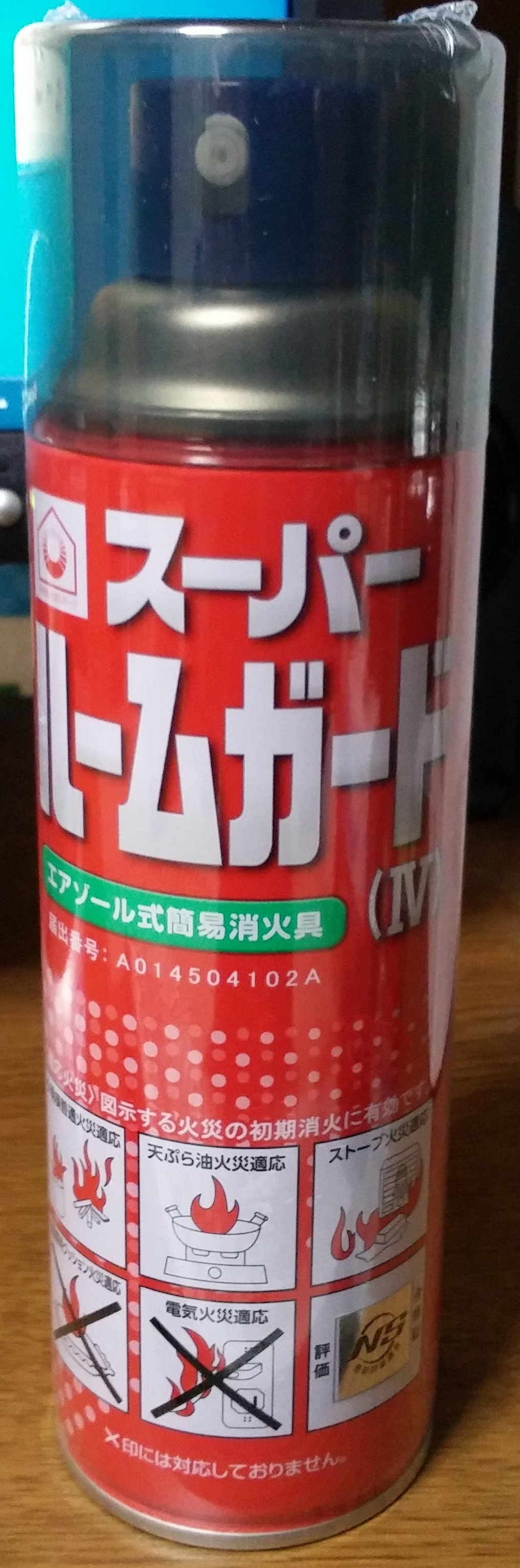
エアゾール式簡易消火具

エアゾール式簡易消火具（エアゾールしきかんいしょうかぐ）は、スプレー缶の形状をした簡易消火具。ノズルを押すことで内部の消火剤が噴出される。初期消火に有効とされる。

## 概要
消火剤は液体、または粉体で、容器内に充填した窒素ガス等の圧力により、直線状または放射状に消火剤を噴出して消火するものであり、家庭内の天ぷら油火災、石油ストーブの火災など、比較的小規模な火災に有効とされる。一方で、消火器の代わりになるものではなく、あくまでも補助的な役割を果たすものという認識が必要である。
プロレスの試合においては、ガス製の器具が悪役レスラーの凶器として使用される事も見られる。

## 消火剤の種類による分類
国民生活センターによる消火剤の分類を以下に示す。

### 液体のもの
- 水＋浸潤剤
  - 水に浸潤剤（リン酸塩、硫酸塩、尿素、界面活性剤など）を加えて消火能力を上げたもの。
- 強化液
  - 水に炭酸カリウム等のアルカリ金属塩を飽和状態になるまで加えたもの。強アルカリ性のため皮膚や目に付着したときに炎症を起こす危険性がある。
- 機械泡
  - 薬剤は強化液であるがノズル形状により噴射時に泡状の薬剤が放出されるようになっている。

### 粉末のもの
- 炭酸水素ナトリウム、炭酸水素カリウムを主成分にするもの。
  - B火災（油）、C火災（電気）に適応。
- リン酸アンモニウム、硫酸アンモニウムを主成分にするもの。
  - A火災（普通）、B火災（油）、C火災（電気）に適応。

## 外国製エアゾール式簡易消火具の注意点
一部日本国内に輸入されるエアゾール式消火具には、日本の規格を満たしていないため、不具合が生じる機種があるので注意が必要である。国民生活センターが2004年に行ったテストによれば、外国製のハロンや代替ハロンを使用したエアゾール式簡易消火具の中には、天ぷら油の火災に使用すると炎があおられ拡大する恐れがあるものがあること、石油ストーブが消火できないものが多いことが指摘されている。
ハロン・代替ハロンには大なり小なり毒性があり、火災時の高温で極めて毒性の強いホスゲンやフッ化水素ガスを生じるので家庭用として使用するのは危険であると言える。「スペースシャトルにも使う」等の宣伝をしているが、1989年発効のモントリオール議定書により日本では製造・輸入が禁止され現在では発展途上国でのみ製造されている過去の物質である。
また、ハロン消火設備や国家検定品のハロン消火器は回収され特殊用途に限り再利用されているが、各種規制の網を掻い潜って輸入されたエアゾール式ハロン消火具は回収のシステムが無く、それを購入した個人が抱え込む事になるのを忘れてはならない。
これらの商品を販売しているホームページを見ると検定とか認証を受けていますなどともっともらしい事を謳っている場合が多いが、その殆どが消火具（簡易消火具）としての鑑定を受けていない（NSマークがない）製品が多い。
ただし、天ぷら油火災以外（消火はすれども冷却されないため、再発火の恐れがある）ではハロン自体の消火能力はとても強力でありまた粉末/液体ではない為消火後の周辺汚染もない点など、特筆すべき点も有るには有る。
輸入品の使用に関し規制はないが、輸入者の道義上の責任は免れ得ないであろう。

## 事故
2010年、ヤマトプロテック製のエアゾール式簡易消火具において破裂事故が発生した。2010年の9月、10月だけでも18件に及んだという。これによる生命や身体の重大な被害はなかったが、ヤ社は原因を「内面塗膜の耐薬剤性が良くなかった」として自主回収を行った。

## リコール
2019年7月、大手スプレー缶OEMメーカーのエア・ウォーター・ゾル株式会社より、同年1月から3月に製造したエアゾール式簡易消火具の一部に、薬剤漏出の不具合が発生したことを発表し、該当品は製品回収となった。市場流出本数は11万5千本に及んだ。

## 法規制等
1982年、消防法告示によりエアゾール式簡易消火具が消火器の検定対象から除外され、新たな鑑定基準が決められた。鑑定は義務ではなく、任意の申し出により日本消防検定協会が行うこととなっていた。
2013年、消防法施行令第41条によりエアゾール式簡易消火具は「自主表示対象機械器具等」とされ、製造業者の自主的な検査が義務づけられ、2017年4月1日以降は適合表示が付されたものでなければ販売や陳列が禁止されることとなった。
2014年4月1日には「エアゾール式簡易消火具の技術上の規格を定める省令」が施行された。ここでは天ぷら鍋火災、ストーブ火災等に対する消火性能が詳細に規定され、消火剤による容器の腐食を防止する取り決めが定められた。また、電気火災には感電の危険があるため、液体の消火剤が認められなくなり、保管温度は40℃まで、保管期限は最長5年とされた。
これにより従来販売されていた「使用期限無し」や「保管温度100℃までOK」といった謳い文句を売りにしていた商品が生産終了に追い込まれた。